# Duca di Joyeuse
Duca di Joyeuse (in precedenza visconte) era un titolo nobiliare francese creato nel 1581 da re Enrico III di Francia per il suo favorito Anne de Joyeuse.

## Storia
Le terre e la signoria di Joyeuse furono una baronia che Randone Anduze ereditò nel 1248 dalla madre Vienne du Luc alla morte del fratello Bernard Anduze. Sposò Guigon de Châteauneuf, figlio di Guy, figlio e nipote di Guglielmo II. Guigon fu nonno di Luigi II, barone di Joyeuse, per il quale il titolo da barone fu elevato a visconte nel mese di luglio 1432.
Il titolo fu elevato (composto dai territori della viscontea di Joyeuse, delle signorie di Balbiac, Rosieres, Lablachère, Labeaume, St. Alban, S. Andrea, S. Salvatore ed altre) in ducato-paria nel 1581 da Enrico III, re di Francia, a favore del suo mignon Anne de Joyeuse, cui successero i fratelli Francois ed Enrico. Quest'ultimo, che divenne monaco dopo la morte della moglie, ebbe per unica figlia Enrichetta Caterina, duchessa di Joyeuse, che portò il ducato in dote allo sposo Carlo I di Guisa, il cui ultimo discendente, Francesco Giuseppe di Guisa, morì senza discendenza nel 1675. Il titolo quindi si estinse.
Le terre che componevano il ducato furono acquistate da Luigi II di Melun, Principe di Épinoy, ed il titolo di duca venne rinnovato per lui e la sua discendenza maschile legittima nel 1714. Poiché Louis non ebbe figli, tutti i titoli andarono al maggiore dei suoi nipoti, il giovane Carlo di Rohan-Soubise.

## Duchi di Joyeuse

### Casa di Joyeuse
- 1581-1587 : Anne de Joyeuse (1560 † 1587), figlio del visconte Guglielmo di Joyeuse;
- 1587-1592 : Antonio Scipione di Joyeuse (1565 † 1592), fratello del precedente;
- 1592-1608 : Enrico di Joyeuse (1563 † 1608), fratello del precedente;
- 1608-1615 : cardinale François de Joyeuse (1562 † 1615), arcivescovo di Tolosa e Rouen, fratello del precedente;
- 1615-1647 : Enrichetta Caterina di Joyeuse (1585 † 1656), nipote del precedente;

La duchessa Enrichetta sposò il suo primo marito, Enrico di Borbone, Duca di Montpensier, il 15 maggio 1597 ed il suo secondo marito, Carlo, Duca di Guisa, il 6 gennaio 1611, da cui ebbe discendenza che le sopravvisse.

### Casa di Guisa
- 1647-1654 : Luigi (1622 † 1654), quarto figlio di Enrichetta Caterina;
- 1654-1671 : Luigi Giuseppe (1650 † 1671), Duca di Guisa e Joyesue, figlio del precedente;
- 1671-1675 : Francesco Giuseppe, Duca di Guisa e Joyesue, figlio del precedente;
- Maria, Duchessa di Guisa, Principessa di Joinville, zia del precedente;

Priva di eredi, Maria cedette il titolo al lontano cugino della Casa ducale di Lorena nel 1688.

## Casa di Elbeuf
- 1688-1690 : Carlo Francesco di Lorena (1661 † 1702), Principe di Commercy;

1690-1693 : Luigi XIV confisca il ducato perché il titolare milita al servizio di Leopoldo I  del Sacro Romano Impero e lo passa al fratello minore.
- 1693-1693 : Giovanni Francesco di Lorena (1672 † 1693), Principe di Lillebonne, fratello del precedente;
- 1693-1694 : Francesco Maria di Lorena (1624 † 1694), Principe di Lillebonne, padre del precedente;
- 1694-1714 : Anna di Lorena (1639 † 1720), moglie del precedente, figlia di Carlo IV di Lorena. Il titolo viene ceduto al figlio della propria figlia Elisabetta Teresa di Lorena (1664-1748) nel 1714.

## Melun e Rohan
- 1714-1724 : Luigi II di Melun, Principe di Epinoy, Barone di Antoing. Sua madre Elisabetta Teresa di Lorena era figlia degli ultimi due duchi di Joyeuse.[1][2]

Primo di discendenza, il titolo passa al nipote ex sorore Carlo di Rohan-Soubise (1715 † 1787), con cui il titolo si estingue.
- 1724-1787: Carlo di Rohan-Soubise, Duca de Ventadour, Principe de Soubise e di Épinoy